# Faces - Facce
Faces - Facce è un film documentario del 2002 diretto dal regista Fulvio Wetzl.

## Produzione
Il film è nato come filiazione del film collettivo Un altro mondo è possibile, dedicato alla contestazione del G8 di Genova.
Faces - Facce mostra primi e primissimi piani di più di cento partecipanti alle manifestazioni di quei giorni, nel tentativo di documentare le aspettative e le speranze del "popolo di Genova" (cioè dei partecipanti a quelle giornate), di sondarne la vitalità, le motivazioni. Filmarne l'entusiasmo, la bellezza, la voglia di partecipare ad un evento che di lì a poco sarebbe diventato per tutti fondamentale, sia dal punto di vista esistenziale che storico e politico. Ci sono nel film 70 microinterviste in primo e il più delle volte in primissimo piano di questi ragazzi, ma anche di anziani. 23 donne, 47 uomini, 9 inglesi, 5 francesi. 
Contrapposta alla vitalità e alla bellezza di queste facce c'è la geometria nient'affatto umana di chi ha preparato l'“accoglienza” poliziesca ai trecentomila, arrivati da tutto il mondo. Il deserto delle stazioni, i muri dei containers, messi a circondare e spezzare le strade cittadine, i convogli di auto e camionette che procedono a scacchiera, le file ordinate dei poliziotti dietro gli scudi.
Giocando per contrasto i segmenti polizieschi esaltano la vitalità umana e commovente dei manifestanti. Tra di loro, ma al pari di loro, ci sono personalità come Bové, Franca Rame, Don Gallo, Sergio Cusani.
Il finale del film è un piano sequenza in piazza Alimonda: la troupe del regista è infatti arrivata sulla piazza pochissimi minuti dopo l'uccisione di Carlo Giuliani: si è scelto di lasciare questo materiale non montato, per testimoniare la concitazione del momento, nel tentativo di capire l'assurdità di quanto successo.